# Eleição municipal do Recife em 1992
A Eleição municipal de 1992 em Recife ocorreu em 3 de outubro de 1992 e foi decidida em primeiro turno. Jarbas Vasconcelos, do PMDB, foi o candidato mais votado, com 270.330 sufrágios (52,72% das intenções de voto), desbancando o candidato do PT, Humberto Costa, que obteve apenas 95.937 votos do eleitorado recifense.
No mesmo dia, ocorreram as eleições para renovar as cadeiras da Câmara Municipal da capital pernambucana. A distribuição das vagas foi a seguinte: PMDB, 9; PFL, 5; PL e PDT, 4; PT, PSC e PTB, 3; PST e PDC, 2; PPS, PRN, PSB, PSDB, PC e PTR, 1.

## Resultados

### Eleição para Prefeito
| Candidatos a prefeito   | Candidatos a vice-prefeito | Coligação                                                        | Votação | Percentual |
| ----------------------- | -------------------------- | ---------------------------------------------------------------- | ------- | ---------- |
| Jarbas Vasconcelos PMDB | Sílvio Pessoa PSDB         | Movimento Oposicionista do Recife (PMDB, PSDB, PMN e PTdoB)      | 270.330 | 52,72%     |
| Humberto Costa PT       | Jáder Figueiredo Silva PPS | Fórum de Mobilização pelo Recife (PT, PPS e PV)                  | 95.937  | 18,71%     |
| André de Paula PFL      |                            | Frente Democrática do Recife (PFL, PST, PSD, PDS, PCN, PRN, PDC) | 71.282  | 13,90%     |
| Newton Carneiro PSC     |                            |                                                                  | 44.475  | 8,67%      |
| Eduardo Campos PSB      | Roldão Joaquim PDT         | Unidade Popular (PSB, PDT, PC e PCdoB)                           | 25.605  | 4,99%      |
| Luciano Bivar PL        |                            | União Independente do Recife (PL, PTB, PCDN e PMR)               | 5.135   | 1,00%      |
| Fontes:                 |                            |                                                                  |         |            |

### Eleição para vereador
| Vereadores Eleitos    | Vereadores Eleitos | Vereadores Eleitos | Vereadores Eleitos |
| Candidato (a)         | Partido            | Votação            | Votação            |
| Candidato (a)         | Partido            | Porcentagem        | Votos              |
| --------------------- | ------------------ | ------------------ | ------------------ |
| Paulo Rubem Santiago  | PT                 | 1,34%              | 6.518              |
| Carlos Eduardo Cadoca | PMDB               | 1,05%              | 5.077              |
| Vicente André Gomes   | PDT                | 1,01%              | 4.878              |
| Eduardo Marques       | PFL                | 0,97%              | 4.711              |
| João Negromonte Filho | PMDB               | 0,89%              | 4.329              |
| Romildo Gomes         | PFL                | 0,88%              | 4.279              |
| Sérgio Leite          | PT                 | 0,84%              | 4.060              |
| Fernando Ferro        | PT                 | 0,80%              | 3.862              |
| Heráclito Cavalcanti  | PST                | 0,78%              | 3.795              |
| Murilo Mendonça       | PMDB               | 0,74%              | 3.578              |
| José Antônio          | PST                | 0,73%              | 3.522              |
| Homero Lacerda        | PTB                | 0,72%              | 3.487              |
| Antônio Luiz Neto     | PSC                | 0,72%              | 3.482              |
| Edgar Moury Fernandes | PSB                | 0,71%              | 3.467              |
| Admaldo Matos         | PFL                | 0,70%              | 3.404              |
| Liberato Costa Júnior | PMDB               | 0,67%              | 3.243              |
| Flávio Régis          | PFL                | 0,64%              | 3.087              |
| Fred Oliveira         | PMDB               | 0,64%              | 3.086              |
| Waldomiro Ferreira    | PDT                | 0,63%              | 3.063              |
| Silvio Costa          | PSDB               | 0,62%              | 2.999              |
| Eclésio Menezes       | PL                 | 0,61%              | 2.979              |
| João Arraes           | PMDB               | 0,60%              | 2.928              |
| Rafael de Menezes     | PFL                | 0,60%              | 2.916              |
| Newton Carneiro       | PSC                | 0,60%              | 2.901              |
| Alfredo Mariano       | PDC                | 0,58%              | 2.822              |
| Carlos Gueiros        | PSC                | 0,58%              | 2.821              |
| Cel. José Alves       | PTB                | 0,55%              | 2.688              |
| Sérgio Magalhães      | PMDB               | 0,55%              | 2.669              |
| Luiz Vidal            | PRN                | 0,51%              | 2.494              |
| Celso Miranda         | PDT                | 0,51%              | 2.482              |
| Waldemar Borges       | PPS                | 0,51%              | 2.480              |
| Zé Neves              | PDT                | 0,50%              | 2.431              |
| Edna Costa            | PMDB               | 0,50%              | 2.414              |
| Adauto Batista        | PDC                | 0,48%              | 2.342              |
| Djalma Seixas         | PTB                | 0,48%              | 2.334              |
| Paulo Cavalcanti      | PC                 | 0,48%              | 2.328              |
| Gilberto Luna         | PL                 | 0,48%              | 2.325              |
| Bruno Rodrigues       | PTR                | 0,46%              | 2.256              |
| André Campos          | PMDB               | 0,46%              | 2.226              |
| José Carolino         | PL                 | 0,38%              | 1.832              |
| Severino Gabriel      | PL                 | 0,33%              | 1.616              |